# قابالا

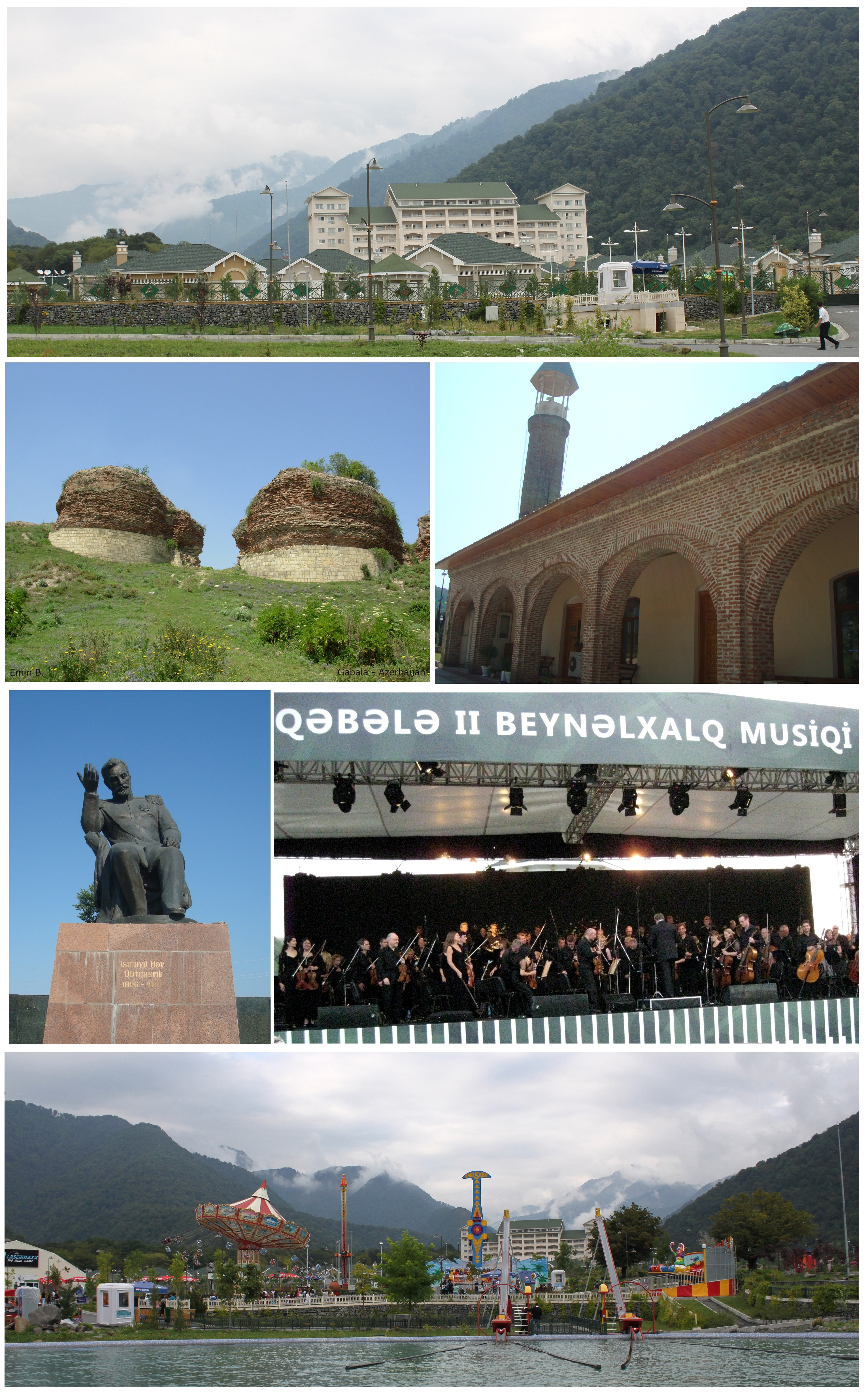
غابالا

غابالا (بالإنجليزية Qabala) هي أقدم مدينة في أذربيجان. قبل 1991م كانت تُعرف باسم قوتقاشين (Qutqaşın, Kutkashin). كانت غابالا هي عاصمة ألبانيا القوقازية في السنة الرابعة قبل الميلاد، وما زال أثر بوابتها عندما كانت تحت حكم ألبانيا موجوداً حتى الآن.

## جغرافية
المخصب مع غابات الجوز والكستناء. فوق مستوى سطح البحر عند سفح الجبال على ارتفاع 1000 متر.في فصل الربيع، وهناك وجهة نظر جميلة من الغابة.بعض الأشجار لتكون محمية من قبل الدولة.تم العثور على الغابات ديميراجاك بالقرب من قرية ماماداجالي من منطقة غابالا.

## اقتصاد
هناك العديد من المنشآت الصناعية في مدينة غابالا. هذه هي مصنع غابالا تعليب، الأسفلت، الحديد-- الخرسانة، الطوب، البندق، معالجة النبيذ والصناعية—الحصى النباتات.

## سياحة
تعد غابالا من أهم المدن السياحية فهي مدينة جبلية تقع على بعد 225 كم من العاصمة، تجذب السياح إليها بمعالمها الأثرية، التي لها تاريخ وثقافة خاصة، وتعرف أيضا بأنها مدينة قديمة، وفيها عدة مناظر طبيعة.